# Parentessomo
Parentessomos (português brasileiro) ou parentessomas (português europeu) ou tampões de poros septais são estruturas microscópicas dentro das células dos fungos basidiomicetos. Os parentessomos cobrem ambos os lados do doliporo como um disco membranoso plano sem quaisquer perfurações detectáveis. A membrana do parentessomo fica disposta em diferentes camadas opacas de elétrons.

## Aspecto
Eles têm a forma de parênteses e são encontrado em ambos os lados dos poros no septo doliporo que separa as células dentro de uma hifa. A sua função ainda não foi estabelecida e a sua composição não foi totalmente elucidada. As variações em sua aparência são úteis para distinguir espécies individuais.